# Secrétaire du gouverneur général du Canada
Le  secrétaire du gouverneur général est conseiller principal auprès du gouverneur général du Canada.
Son bureau est situé à Rideau Hall, Ottawa.
Depuis le 2 février 2018, la titulaire de l'office est Assunta Di Lorenzo. Elle succède à Stephen Wallace qui était en poste depuis 2011. L'annonce de sa nomination a été faite le 16 janvier 2018 par le premier ministre du Canada, Justin Trudeau. Le premier ministre a également annoncé la nomination de Marie-Geneviève Mounier au poste de secrétaire déléguée de la gouverneure générale. Cette nomination entrera en vigueur le 14 février 2018.

## Secrétaires du gouverneur général
- 1988-1990: Léopold Henry Amyot
- 1990-2000: Judith A. LaRocque
- 2000-2006: Barbara Uteck
- 2006-2011: Sheila-Marie Cook
- 2011-2018: Stephen Wallace
- 2018- : Assunta Di Lorenzo